# Alfred Jerdén
Alfred Jerdén, född 14 april 1886 i Järns socken, Älvsborgs län, död 18 januari 1974 i Malmö S:t Johannes församling, var en svensk väg- och vattenbyggnadsingenjör. Han var gift med en syster till Erik Sandblad.
Efter studentexamen i Vänersborg 1906 avlade Jerdén avgångsexamen från Kungliga Tekniska högskolans i Stockholm avdelning för väg- och vattenbyggnadskonst 1910 och företog studieresor i Europa och USA. 
Jerdén var ingenjör i AB Vattenbyggnadsbyrån 1910–12, rörnätsingenjör vid Malmö stads vatten- och avloppsverk 1912–21 och vattenverkschef i Malmö 1921–51. Han var redaktör för Svenska kommunaltekniska föreningens statistiska uppgifter 1922–35 och vice ordförande i denna förening från 1940. Han var även tjänstegrenschef för tekniska tjänsten i Malmö, medarbetare i Svensk uppslagsbok samt svensk delegat vid Nationernas Förbunds studiebesök i Storbritannien 1926.